# Bugrinski-Brücke
Die Bugrinski-Brücke (russisch Бугри́нский мост Bugrinski most) ist eine Straßenbrücke über den Ob in Nowosibirsk, Russland. Sie steht im Süden der Stadt und ist die dritte zentrumsnahe Straßenbrücke in Nowosibirsk nach der 1955 eröffneten Oktjabrski-Brücke und der Dimitrow-Brücke von 1978 (weitere Flussquerungen für den Straßenverkehr sind die Sewerny-Brücke im Verlauf der nördlichen Umgehung wenig außerhalb des Stadtgebiets sowie über den Damm des Nowosibirsker Stausees am südlichen Stadtrand). Die Brücke ist Teil einer 5,4 km langen autobahnähnlichen Verbindungsstraße zwischen der Uliza Watutina (Watutinstraße) im westlichen Stadtgebiet und der Bolschewistskaja uliza im östlichen Stadtgebiet.

## Geschichte
Ursprünglich wurde sie als Olowosawodskoi most (Оловозаводской мост) geplant, nach dem auf der linken Flussseite auf Höhe der Brücke gelegenen Zinnwerk (Olowjanny sawod). Da die Bezeichnung überholt war, wurde sie 2013 nach dem ebenfalls am linken Ufer angrenzenden Wald- und Erholungsgebiet Bugrinskaja roschtscha benannt.
Das vom Institut Stroiprojekt geplante Bauvorhaben wurde in der Zeit von Februar 2010 bis Oktober 2014 von Sibmost ausgeführt.

## Beschreibung
Das insgesamt 2095 m lange Brückenbauwerk besteht aus der 303 m langen westlichen Vorlandbrücke, der Strombrücke mit den 380 m weiten, leuchtend rot gestrichenen Bögen und der 1412 m langen östlichen Vorlandbrücke. Die 34,6 m breiten Brücken haben drei breite Fahrstreifen in jeder Fahrtrichtung, aber keinen Pannenstreifen, und beidseitige Gehwege.

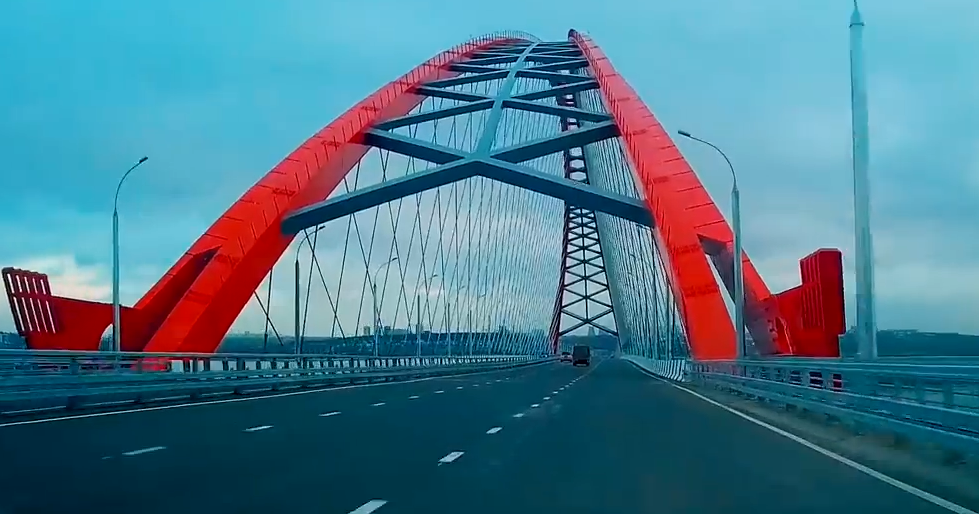
Blick auf den Bogen in Längsrichtung

Die Strombrücke ist mit einer Stützweite von 380 m die größte Netzwerkbogenbrücke der Welt und die größte stählerne Bogenbrücke Russlands. Ihre beiden Bögen mit Hohlquerschnitt sind zueinander geneigt und erreichen eine Höhe von 70 m.
Die Vorlandbrücken sind Balkenbrücken aus jeweils acht stählernen Vollwandträgern, die im Bereich der vier nebeneinander stehenden Stahlbeton-Pfeiler zu vier Hohlkästen verbunden sind, und einer Fahrbahnplatte aus Beton.
Die Brücke ist auf der gesamten Länge beleuchtet.